# Janne Karlsson (Eishockeyspieler, 1958)
Jan Tordh Ingemar „Janne“ Karlsson (* 28. August 1958 in Växjö) ist ein ehemaliger schwedischer Eishockeyspieler und jetziger -trainer.  

## Karriere
Janne Karlsson begann seine Karriere als Eishockeyspieler beim HV71, für dessen Profimannschaft er in der Saison 1977/78 sein Debüt in der damals noch zweitklassigen Division 1 gab. In der Saison 1978/79 gelang dem Verteidiger mit seiner Mannschaft der Aufstieg in die Elitserien, jedoch musste man bereits in der folgenden Spielzeit den direkten Wiederabstieg in die Division 1 hinnehmen. Zur Saison 1981/82 schloss er sich dem Västra Frölunda HC aus der Elitserien an, mit dem er in der Saison 1983/84 ebenfalls in die Division 1 abstieg. Erst in der Saison 1988/89 führte der Linksschütze den Verein als Mannschaftskapitän zum Wiederaufstieg in die Elitserien. Zuletzt lief er von 1990 bis 1993 für den Zweitligisten Mörrums GoIS IK auf. Dort war er anschließend von 1993 bis 1995 als Cheftrainer tätig.
Zwischen 1997 und 2000 war Karlsson als Trainer in der Nachwuchsabteilung seines Ex-Klubs Västra Frölunda HC aktiv. Dort wurde er zur Saison 2000/01 zum Assistenztrainer der Profimannschaft aus der Elitserien ernannt, mit der er in dieser Position in der Saison 2002/03 den nationalen Meistertitel gewann. Im Laufe der Saison 2003/04 löste er Conny Evensson als Cheftrainer bei Frölunda ab und wurde in der folgenden Spielzeit erneut Meister mit der Mannschaft. Neben seiner Tätigkeit für Frölunda war er unter Bengt-Åke Gustafsson zudem von 2004 bis 2006 Assistenztrainer der schwedischen Nationalmannschaft, mit der er 2006 zunächst bei den Olympischen Winterspielen und anschließend bei der Weltmeisterschaft jeweils die Goldmedaille gewann. 
Im Anschluss an die Saison 2005/06 verließ Karlsson den Frölunda HC und wurde Assistent von Gunnar Persson beim Linköpings HC. Diesen löste er noch im Laufe seines ersten Jahres als Cheftrainer ab. Im Sommer 2008 verließ er den LHC und kehrte als Assistenz zum Frölunda HC zurück. Zur Saison 2009/10 wurde der Schwede vom HV71 verpflichtet, mit dem er auf Anhieb ebenfalls den Meistertitel gewann. In der folgenden Spielzeit führte er den HV71 auf den ersten Platz in der Hauptrunde. Zur Saison 2011/12 wechselte Karlsson erstmals ins Ausland und unterschrieb einen Vertrag als Assistenz-Trainer bei Atlant Mytischtschi aus der Kontinentalen Hockey-Liga. Dort arbeitete er wie schon in der Nationalmannschaft mit Bengt-Åke Gustafsson zusammen, den er im November 2011 als Cheftrainer ablöste. Am 20. Oktober 2012 wurde er von Atlant Mytischtschi entlassen und durch den bisherigen Assistenztrainer Alexander Smirnow ersetzt. Im Januar 2013 übernahm er bei Rögle BK das Amt des Cheftrainers und ersetzte in dieser Position den Norweger Dan Tangnes.

## Erfolge und Auszeichnungen

### Als Spieler
- 1979 Aufstieg in die Elitserien mit dem HV71
- 1989 Aufstieg in die Elitserien mit dem Västra Frölunda HC

### Als Trainer
- 2003 Schwedischer Meister mit dem Västra Frölunda HC (als Assistenztrainer)
- 2005 Schwedischer Meister mit dem Frölunda HC (als Cheftrainer)
- 2010 Schwedischer Meister mit dem HV71 (als Cheftrainer)

#### International
- 2006 Goldmedaille bei den Olympischen Winterspielen (als Assistenztrainer)
- 2006 Goldmedaille bei der Weltmeisterschaft (als Assistenztrainer)